# David Wnendt
David Falko Wnendt, né en 1977 à Gelsenkirchen, est un réalisateur et scénariste allemand.

## Biographie
David Wnendt a grandi dans une famille de diplomates entre Islamabad, Miami, Bruxelles, Prague et Meckenheim dans la région rhénane. Il a passé la plus grande partie de sa scolarité près de Bonn. Après le baccalauréat, il a déménagé en 1997 à Berlin.

## Filmographie
- 2000 : Hanging on
- 2004 : Hannas Hobby (court-métrage documentaire)
- 2005 : California Dreams (court-métrage)
- 2008 : Kleine Lichter
- 2011 : Guerrière (Kriegerin)
- 2013 : Zones humides (Feuchtgebiete)
- 2015 : Il est de retour (Er ist wieder da)
- 2023 : Berlin Boys (Sonne und Beton)